# Tipula variata
Tipula variata är en tvåvingeart som beskrevs av Alexander 1927. Tipula variata ingår i släktet Tipula och familjen storharkrankar. Inga underarter finns listade i Catalogue of Life.